# El mercader de Venècia (pel·lícula)
El mercader de Venècia (títol original en anglès The Merchant of Venice) és una pel·lícula basada en l'obra homònima de William Shakespeare, coproduïda entre els Estats Units, Itàlia, Luxemburg i el Regne Unit.
La pel·lícula s'estrenà el 4 de setembre del 2004 en el marc del Festival Internacional de Cinema de Venècia. Fou nominada com a millor pel·lícula de la Unió Europea als premis David di Donatello. També Sammy Sheldon fou nominada als premis BAFTA pel seu excel·lent vestuari.
L'argument de la pel·lícula està clarament basat en el de l'obra de teatre de Shakespeare, i la pel·lícula es rodà a la ciutat de Venècia i a Luxemburg.

## Argument
Aquesta nova versió, estrenada l'any 2004 al Regne Unit, és destinada a difusió cinematogràfica. Segueix de prop el text original que ha estat poc adaptat pel director Michael Radford. L'escena té lloc a la capital de la República de Venècia; Venècia i a Belmonte Calabro, on resideix Portia. El personatge de Bassanio, per tal de demanar la seva mà, ha de passar una prova imposada pel difunt pare de Porcia i reunir 3.000 ducats per finançar el seu viatge. Demana al seu amic, el venedor Antonio de prestar-los-hi. Tanmateix, com tots els vaixells d'aquest són a la mar, Antonio manlleva la suma a un usurer jueu, Shylock a canvi d'un contracte particular. Shylock, que detesta Antonio (que presta sense usura als seus amics i el maltracta constantment) li imposa una condició: en cas de no pagar, Shylock serà lliure d'extreure una lliura de carn d' Antonio. Antonio signa i comença la recerca de Bassanio. El film comença amb un text i un muntatge on es veu com la comunitat jueva és maltractada per la població cristiana de Venècia. L'un dels últims plans del film atreu igualment l'atenció pel fet que, com que ja no és jueu, Shylock és caçat per la seva pròpia comunitat i no és autoritzat a viure al gueto de Venècia.

## Repartiment
- Al Pacino: Shylock
- Jeremy Irons: Antonio
- Joseph Fiennes: Bassanio
- Lynn Collins: Portia
- Zuleikha Robinson: Jessica
- Kris Marshall: Gratiano
- Charlie Cox: Lorenzo